# Piotr Motinow
Piotr Siemionowicz Motinow (ros. Петр Семенович Мотинов, ur. 1907, zm. 1994) – funkcjonariusz radzieckich służb specjalnych, generał major.

## Życiorys
Pochodził z chłopstwa. Członek WKPb od 1938. 
Od 1926 w Armii Czerwonej. W 1929 ukończył szkołę wojskową i od tego roku pełnił stanowiska dowódcze w wojsku. W 1938 ukończył fakultet wywiadu w Akademii Wojskowej im Michaiła Frunzego, po czym rozpoczął służbę w Zarządzie Wywiadu Armii Czerwonej – GRU. 
W latach 1939–1941 był doradcą wojskowym Komunistycznej Partii Chin w Regionie Specjalnym. W latach 1943-45 zastępca attaché wojskowego w Kanadzie – zastępca rezydenta w Ottawie. W latach 1945-46 zastępca attaché wojskowego w Stanach Zjednoczonych, brał udział w operacjach „szpiegostwa atomowego”. Od 1946 roku szef oddziału – zastępca szefa Zarządu Wywiadu sztabu Centralnej Grupy Wojsk (Austria) .